# Campionati africani di atletica leggera 2012 - Salto in lungo maschile
Il concorso del salto in lungo ai campionati africani di atletica leggera di Porto-Novo 2012 si è svolto il 27 e 28 giugno presso lo Stade Charles de Gaulle di Porto-Novo, in Benin.
La gara è sta vinta dal senegalese Ndiss Kaba Badji.

## Medagliere
| Oro     | Ndiss Kaba Badji Senegal |
| Argento | Zarck Visser Sudafrica   |
| Bronzo  | Ignisious Gaisah Ghana   |

## Programma
| Data           | Ora   | Evento         |
| -------------- | ----- | -------------- |
| 27 giugno 2012 | 15:00 | Qualificazioni |
| 28 giugno 2012 | 16:10 | Finale         |

## Risultati

### Qualificazioni
Si sono qualificati alla finale gli atleti che raggiungono la musura di qualificazione di 7,60 metri (Q) o i migliori 12 classificati (q).
| Class | Gruppo | Atleta              | Nazione        | #1    | #2    | #3    | Risultati | Note |
| ----- | ------ | ------------------- | -------------- | ----- | ----- | ----- | --------- | ---- |
| 1     | B      | Ignisious Gaisah    | Ghana          | 7.96w | x     | x     | 7.96w     | Q    |
| 2     | A      | Ndiss Kaba Badji    | Senegal        | 7.87  |       |       | 7.87      | Q    |
| 3     | A      | Stanley Gbagbeke    | Nigeria        | 7.29  | 7.26  | 7.60  | 7.60      | Q    |
| 4     | A      | Robert Martey       | Sudafrica      | 7.55  | 7.45  | 7.56  | 7.56      | q    |
| 5     | B      | Alaeddine Benhssine | Tunisia        | 7.55w | 7.23  | x     | 7.55w     | q    |
| 6     | B      | Clive Chafausipo    | Zimbabwe       | 7.33w | 7.53w | 6.06  | 7.53w     | q    |
| 7     | A      | Mamadou Chérif Dia  | Mali           | 7.40  | 7.50  | 7.31  | 7.50      | q    |
| 8     | B      | Zarck Visser        | Sudafrica      | 7.47  | 7.16  | x     | 7.47      | q    |
| 8     | B      | Fathallah Deifullah | Egitto         | 7.47w | x     | 7.16  | 7.47w     | q    |
| 10    | B      | Elijah Kimitei      | Kenya          | 7.18w | 7.33  | 7.21  | 7.33      | q    |
| 11    | A      | Lingo Obanga        | Etiopia        | 7.02  | 7.31w | x     | 7.31w     | q    |
| 12    | B      | Ben Bande           | Burkina Faso   | 7.16w | 6.91  | 6.61  | 7.16w     | q    |
| 13    | A      | Abdelhakim Mlaab    | Marocco        | x     | 7.01w | 6.86  | 7.01w     |      |
| 14    | B      | Sewa Sourou         | Benin          | 6.98w | 6.82  | 5.93  | 6.98w     |      |
| 15    | A      | Roland Djossou      | Benin          | 6.96w | x     | –     | 6.96w     |      |
| 16    | B      | Jacouba Mamane      | Niger          | 6.91w | 6.86  | x     | 6.91w     |      |
| 17    | A      | Jean Kanyangara     | Ruanda         | 6.38w | 6.39w | 6.15w | 6.39w     |      |
| 18    | A      | Jon Duschele        | Zimbabwe       | x     | 5.75  | 4.88  | 5.75      |      |
| dns   | A      | Abrahams Nikiema    | Burkina Faso   |       |       |       | dns       |      |
| dns   | A      | Herman Sita Kihoue  | Rep. del Congo |       |       |       | dns       |      |

### Finale
| Class   | Atleta              | Nazione      | #1   | #2   | #3   | #5   | #5   | #6   | Risultati | Note |
| ------- | ------------------- | ------------ | ---- | ---- | ---- | ---- | ---- | ---- | --------- | ---- |
| Oro     | Ndiss Kaba Badji    | Senegal      | 7.95 | 7.89 | 8.04 | 7.73 | 7.82 | x    | 8.04      |      |
| Argento | Zarck Visser        | Sudafrica    | 7.87 | 7.98 | 7.77 | 7.62 | 7.80 | 7.80 | 7.98      |      |
| Bronzo  | Ignisious Gaisah    | Ghana        | 7.61 | 7.72 | x    | 7.73 | 7.61 | 7.68 | 7.73      |      |
| 4       | Clive Chafausipo    | Zimbabwe     | 7.28 | 7.42 | 7.61 | 7.40 | 7.41 | 7.68 | 7.68      |      |
| 5       | Stanley Gbagbeke    | Nigeria      | 7.60 | 7.41 | x    | 7.65 | 7.46 | 7.36 | 7.65      |      |
| 6       | Elijah Kimitei      | Kenya        | 7.42 | 7.13 | 7.47 | 7.35 | 7.47 | 7.31 | 7.47      |      |
| 7       | Robert Martey       | Sudafrica    | 7.05 | 7.37 | 7.39 | x    | 7.23 | 7.25 | 7.39      |      |
| 8       | Mamadou Chérif Dia  | Mali         | 7.23 | x    | 7.35 | x    | x    | 7.23 | 7.35      |      |
| 9       | Alaeddine Benhssine | Tunisia      | 7.13 | 7.31 | 7.21 |      |      |      | 7.31      |      |
| 10      | Lingo Obanga        | Etiopia      | x    | 7.26 | x    |      |      |      | 7.26      |      |
| 11      | Fathallah Deifullah | Egitto       | 7.21 | 3.97 | –    |      |      |      | 7.21      |      |
| 12      | Ben Bande           | Burkina Faso | 6.88 | 6.64 | 6.84 |      |      |      | 6.88      |      |